# فيلهيلمينا ويبر فورلونغ
فيلهيلمينا ويبر فورلونغ (بالإنجليزية: Wilhelmina Weber Furlong)‏ هي رسامة نباتية ‏ ورسامة أمريكية، ولدت في 1878 في سانت لويس في الولايات المتحدة، وتوفيت في 25 مايو 1962 في غلينز فولز في الولايات المتحدة.